# Koszmosz–174
Koszmosz–174 (oroszul: Космос–174) Koszmosz műhold, a szovjet műszeres műhold-sorozat tagja. Távközlési műhold.

## Küldetés
A Molnyija távközlési műhold továbbfejlesztett berendezéseinek technikai próbáját végezte, a földi Orbita-rendszer közreműködésével. Célja a telekommunikáció segítése rádió- és mikrohullámú frekvenciákat használva. Programja megegyezett a Koszmosz–41 műholdéval.

## Jellemzői
1967. augusztus 31-én a Bajkonuri űrrepülőtér indítóállomásról modernizált Molnyija–M (GRAU-kódja:8K78M) hordozórakétával állították Föld körüli pályára. Az orbitális egység pályája 715 perces, 64,85 fokos hajlásszögű, elliptikus pálya perigeuma 430 kilométer, apogeuma 39 796 kilométer volt. Hasznos tömege 1750 kilogramm.
1968. december 30-án belépett a légkörbe és megsemmisült.

## További hivatkozások
- Koszmosz–174. spacefacts.de. (Hozzáférés: 2013. május 20.)
- Koszmosz–174. lib.cas.cz. [2013. október 13-i dátummal az eredetiből archiválva]. (Hozzáférés: 2013. május 20.)

| Elődje: Koszmosz–173 | Koszmosz-program 1967 | Utódja: Koszmosz–175 |